# Fred Walker
Frederick John „Fred“ Walker (* 3. Quartal 1884 in Barrow-in-Furness, Lancashire) war ein englischer Fußballspieler, Spielertrainer und Fußballtrainer, der für Leeds City und Huddersfield Town spielte. Er kam vorwiegend in der Abwehr zum Einsatz. Bei Huddersfield hatte er zwischen 1908 und 1910 zwei Jahre das Amt des Spielertrainers inne. Bis heute ist Walker somit der einzige Spielertrainer in der Geschichte von Huddersfield. 1912 war er beim 1. FC Nürnberg als Trainer tätig.